# Język tobati
Język tobati (a. tabati), także: yotafa (a. jotafa, yautefa), jayapura – język austronezyjski używany w prowincji Papua w Indonezji, w okolicach Jayapury. Według różnych danych szacunkowych posługuje się nim 100–600 osób.
Publikacja Ethnologue (wyd. 18, 2015) do obszaru tego języka zalicza wsie: Tobati, Enggros, Entrop, Kota Raja i Tanah Hitam. Większość jego użytkowników zamieszkuje miejscowość Tobati (dystrykt Jayapura Selatan).
Dawniej był klasyfikowany jako język papuaski (nieaustronezyjski). W nowszej klasyfikacji został zaliczony do grupy języków oceanicznych w ramach rodziny austronezyjskiej . Niegdyś uważano, że kayupulau może być jego dialektem.
Cechuje się rzadkim szykiem wyrazów OSV (object-subject-verb). Starsze materiały z lat 50. XX w. sugerują, że wówczas preferowany był szyk SOV (oznaczałoby to, że zmiana nastąpiła stosunkowo niedawno).
Liczebniki powyżej dziesięciu są najczęściej wyrażane w języku indonezyjskim.
Jest słabo opisany. Wczesne dane nt. języków regionu (w tym tobati) zebrał H.K.J. Cowan (1952). Na pocz. XXI w. ukazał się skrótowy opis gramatyczny, który sporządził M. Donohue (2002).
Jest silnie zagrożony wymarciem, jego użytkownicy podlegają bowiem asymilacji na korzyść języka i kultury indonezyjskiej. Przyczynia się do tego bliskość Jayapury, ośrodka administracyjnego prowincji. Doszło do redukcji przekazu międzypokoleniowego, wskutek czego młodsze grupy wiekowe mają co najwyżej bierną znajomość tobati. Wieś Enggros (tobati: inyjros, „druga miejscowość”) w większym stopniu zachowuje elementy tradycyjnej kultury, ale również w Enggros odnotowano wzrost roli języka indonezyjskiego (który jest przyswajany wcześniej niż tobati). W użyciu jest także malajski papuaski.
Powstała ortografia na bazie alfabetu łacińskiego, wzorowana na pisowni indonezyjskiej. Zainicjowano projekt na rzecz rewitalizacji tobati .